# Gornja Zdenčina
Gornja Zdenčina is een plaats in de gemeente Klinča Sela in de Kroatische provincie Zagreb. De plaats telt 171 inwoners (2001).